# Referendum in Romania del novembre 2007
Il secondo referendum in Romania del 2007 si tenne il 25 novembre, in concomitanza con le elezioni per il parlamento europeo.
Convocato il 23 ottobre 2007 dal presidente della Romania, Traian Băsescu, chiedeva ai cittadini di esprimersi sull'adozione di una legge elettorale che contemplasse l'elezione di deputati e senatori secondo un sistema maggioritario uninominale a doppio turno.
Il quorum non fu raggiunto, mentre l'affluenza si attestò al 26,51%.

## Contesto
Nel 2004 il leader del Partito Democratico (PD), Traian Băsescu, fu eletto alla presidenza della Romania. Questi indicò come nuovo primo ministro Călin Popescu Tăriceanu, presidente del Partito Nazionale Liberale (PNL). Il 29 dicembre 2004 il governo Tăriceanu I, formato da PNL, PD e dai partner minori del Partito Umanista Rumeno e dell'Unione Democratica Magiara di Romania, ottenne il voto di fiducia delle camere.
Crescenti contrasti tra Băsescu e Tăriceanu su ogni aspetto della vita politica, il 1º aprile 2007 portarono il primo ministro a escludere il Partito Democratico dal proprio gabinetto e stabilire la nascita di un nuovo governo di minoranza composto da PNL e UDMR. Il governo Tăriceanu II entrò in carica in seguito al voto di fiducia del parlamento del 3 aprile 2007 grazie al sostegno esterno del Partito Social Democratico (PSD).
Tra il febbraio e l'aprile 2007 la maggioranza dei partiti parlamentari, fatta esclusione del PD, approvò le procedure per la messa in stato d'accusa del presidente Băsescu, ritenuto colpevole di violazioni al testo costituzionale.
Nel pieno del conflitto istituzionale con parlamento e governo, il 14 febbraio 2007 Băsescu si rivolse alle camere, reclamando la necessità di riformare la classe politica e rendendo nota la sua intenzione di convocare un referendum per l'adozione del sistema elettorale uninominale. Il giorno successivo trasmise al parlamento una comunicazione ufficiale, proponendone l'organizzazione per il mese di marzo, ma la richiesta non ebbe seguito per via della preparazione dell'impeachment nei suoi confronti. Il parlamento infatti diede parere negativo il 1º marzo 2007 con 233 favorevoli a fronte dei 235 necessari.
Dopo una breve sospensione dall'incarico del presidente della Romania, il 19 maggio 2007 il referendum popolare per la ratifica della revoca del capo di Stato fu bocciato dal voto degli elettori, che per il 75% si espressero in favore di Băsescu, che rientrò nelle proprie funzioni.
Alla luce dei risultati del referendum per l'impeachment, il 30 maggio 2007 Băsescu si presentò in parlamento, reiterando le critiche alla classe politica e chiedendo le dimissioni dell'esecutivo. Nel proprio discorso di fronte agli onorevoli fece una serie di proposte per il consolidamento della democrazia in Romania, tra le quali l'introduzione del sistema elettorale uninominale e altre modifiche dell'assetto istituzionale del paese. Su istanza del presidente, nella stessa giornata il parlamento diede il proprio parere positivo sull'organizzazione del referendum sull'uninominale (240 favorevoli e 20 contrari).

### Dibattito sulla legge elettorale
In parallelo all'iniziativa referendaria promossa dal capo di Stato, il governo avviò i lavori per la riforma della legge elettorale, basandosi sul modello ipotizzato dall'associazione Pro Democrazia di Cristian Pîrvulescu. Questa ONG proponeva un sistema elettorale misto tra maggioritario e proporzionale. Secondo tale configurazione il 50% dei parlamentari sarebbe stato scelto secondo il sistema maggioritario uninominale in un unico turno, con l'elezione del candidato più eletto in ogni singola circoscrizione. Il restante 50% sarebbe stato scelto su base proporzionale con l'assegnazione dei seggi in base alla percentuale ottenuta dai partiti. Era prevista una soglia di sbarramento del 5%.
Băsescu sosteneva un modello alla "francese", con l'introduzione di un sistema maggioritario uninominale a doppio turno. Nel caso in cui al primo turno un candidato non avesse ottenuto la maggioranza assoluta delle preferenze nella circoscrizione, si sarebbe svolto un ballottaggio tra i primi due candidati più votati.
A causa della lentezza dell'iter parlamentare, il 17 ottobre 2007 tramite una lettera Băsescu intimò alle camere di procedere all'approvazione della legge elettorale entro il 22 ottobre. Il giorno successivo la commissione speciale congiunta di camera dei deputati e senato per il codice elettorale approvò la propria relazione con nove favorevoli e un astenuto (il rappresentante dell'UDMR). Per accelerare il percorso il 20 ottobre il primo ministro Tăriceanu annunciò che per l'adozione della legge avrebbe richiesto la fiducia del parlamento.
Superata la data limite precedentemente imposta, in modo da sottoporre alla popolazione la propria variante in contrapposizione a quella del governo, il 23 ottobre 2007 il presidente Băsescu convocò il referendum per il 25 novembre, in concomitanza con le elezioni europee. Il Partito Grande Romania presentò un ricorso alla Corte Costituzionale contro la contemporanea celebrazione di entrambi gli scrutini, che fu respinto l'8 novembre.
Il governo presentò la legge in parlamento il 29 ottobre 2007, ottenendo la fiducia. Il presidente si rifiutò di promulgarla e il 21 novembre si rivolse alla Corte costituzionale, che si espresse solamente dopo la celebrazione del referendum.

## Base giuridica e sistema referendario
In base all'art. 90 della Costituzione il Presidente ha il potere di convocare referendum popolari consultivi su problemi di interesse nazionale, sentito il parere non vincolante del Parlamento.
Il referendum era regolato dalla legge 3/2000. Al novembre 2007 l'art. 5 prevedeva la convalida del referendum con un quorum pari al 50%+1 degli iscritti alle liste elettorali.

## Quesito
Il quesito referendario recitava:

## Posizioni dei partiti
| Posizione | Partito politico | Partito politico                      | Partito politico | Note   |
| --------- | ---------------- | ------------------------------------- | ---------------- | ------ |
| Sì        |                  | Partito Democratico                   | PD               | [ 19 ] |
| Sì        |                  | Partito Liberale Democratico          | PLD              | [ 19 ] |
| Sì        |                  | Partito Social Democratico            | PSD              | [ 20 ] |
| No        |                  | Partito Nazionale Liberale            | PNL              | [ 21 ] |
| No        |                  | Partito Conservatore                  | PC               | [ 22 ] |
| No        |                  | Unione Democratica Magiara di Romania | UDMR             | [ 23 ] |
| No        |                  | Partito Grande Romania                | PRM              | [ 13 ] |

In concordanza con il presidente della Romania la maggior parte delle forze parlamentari confermò la necessità dell'adozione di una nuova legge elettorale. Il Partito Democratico e il Partito Liberale Democratico si mostrarono a favore del progetto maggioritario puro proposto da Băsescu.
Pur discutendo diverse varianti in sede di commissione parlamentare, il presidente del PSD Mircea Geoană però affermò che avrebbe appoggiato l'iniziativa di Băsescu, poiché analoga a un progetto di legge presentato dal suo partito nel 2005. Il leader del PSD lamentò che PD e PNL utilizzassero la campagna sul referendum come strumento di confronto elettorale per le europarlamentari, ma che avrebbe sostenuto indifferentemente sia la variante del governo che quella del presidente e che perciò avrebbe invitato i propri elettori a votare per il «Sì». All'interno del PSD, tuttavia, si affermò anche la voce dell'ex presidente della Romania Ion Iliescu, che il 30 ottobre 2007 si schierò per l'astensione.
Sostenendo il progetto dell'associazione Pro Democrazia, il Partito Nazionale Liberale e il Partito Conservatore si espressero a favore dell'introduzione di un sistema di voto fondato sull'uninominale, ma su basi diverse dal maggioritario voluto dal capo di Stato. L'UDMR, tradizionalmente contrario al maggioritario uninominale, poiché si trattava di un sistema che premiava i partiti più grandi, mostrò la propria apertura solo a condizione dell'introduzione di meccanismi di compensazione proporzionale.
Il Partito Grande Romania si schierò contro la riforma.

## Risultati
| Preferenza                     | Voti       | %      |
| ------------------------------ | ---------- | ------ |
| Sì                             | 3 947 212  | 81,36% |
| No                             | 784 640    | 16,17% |
| Voti nulli                     | 119 618    | 2,46%  |
| Totale Voti validi             | 4 731 852  |        |
| Totale votanti / affluenza     | 4 851 470  | 26,51% |
| Aventi diritto voto            | 18 296 459 |        |
| Fonte:Biroul Electoral Central |            |        |

## Conseguenze
Il voto del 25 novembre 2007 restituì la vittoria del Partito Democratico alle europee, mentre il referendum convocato dal presidente della Romania fallì per il mancato raggiungimento del quorum. L'affluenza fu del 26,51%.
Il 12 dicembre 2007 la Corte costituzionale ammise il ricorso del capo di Stato contro la variante del governo e decretò che tre articoli della legge elettorale approvata dal parlamento non rispettavano i principi della carta fondamentale, obbligando le camere a correggerli.
Il 29 gennaio 2008 Băsescu si rivolse al parlamento, chiedendo ai legislatori di rivalutare il modello maggioritario a doppio turno da lui sostenuto.
La forma finale della nuova legge elettorale (35/2008) vide la luce il 4 marzo 2008 con il voto finale della camera dei deputati (231 favorevoli, 11 contrari e 18 astenuti). Il provvedimento prevedeva l'elezione a turno unico nei collegi uninominali solamente dei candidati che ottenevano il 50%+1 dei voti validi, mentre gli altri posti in parlamento sarebbero stati assegnati su base proporzionale (con una ripartizione prima a livello distrettuale e, poi, nazionale). Veniva introdotta una soglia di sbarramento del 5% a livello nazionale, oppure di un minimo di sei collegi uninominali alla camera dei deputati e tre al senato. I presidenti dei consigli distrettuali sarebbero stati eletti su un singolo turno a maggioranza semplice.
Il presidente procedette alla promulgazione, mentre la Corte costituzionale rigettò i ricorsi presentati da Partito Conservatore e Partito Grande Romania.